# Carol Scrob
Carol Scrob (n. 21 iulie 1856, Săbăoani, Ținutul Romanului, Țara de Jos, România – d. 17 ianuarie 1913, București, România) a fost un poet român.

## Biografie
Este fiul Emiliei și al lui Francisc Scrob, medic. În Războiul pentru Independență din 1877, Scrob, absolvent al Liceului Național din Iași (promoția 1877), era sublocotenent de infanterie. A avansat până la gradul de maior. Sentimentalul ofițer scria versuri care apăreau în „Stindardul” (1876) și în „Literatorul” (1880-1884). În 1881 Alexandru Macedonski îl prezintă publicului ca pe o speranță, alături de Duiliu Zamfirescu, iar în 1883 făcea parte din comitetul societății de la „Literatorul”. Colaborează la „Revista literară”, „Peleșul”, „Curierul”, „Universul”, „Minerva literară ilustrată” și scoate revista „Viitorul țărei” (1902). Publică volumele Rime pierdute (1881), Poezii complecte (1883) și De-ale inimei și Rouă și brumă (1900).
Cunoscut ca poet galant, Scrob e autor de omagii lirice, madrigale, versuri de album, elegii erotice, romanțe. Patetismul forțat, sensibilitatea superficială, comună nu erau departe de gustul unui anumit public și, susținute de muzică, romanțele sale au avut succes. Dor de răzbunare, considerată „capodopera” genului, provoacă însă, prin gesticulație grandilocventă, un comic involuntar. Cursivitatea dobândită la școala lui Macedonski și, deopotrivă, facilitatea liricii lui Scrob au făcut ca mai mult de cincizeci de compoziții muzicale să îi ilustreze versurile. Valurile Dunării, pe muzica lui Iosif Ivanovici, se mai cântă și azi. Scrob a experimentat, fără reușite, poemul în proză și a lăsat câteva prelucrări din lirica lui Goethe, Heine, Lenau, Francois Coppee și Sully Prudhomme.

### Biografie centralizată pe ani
- 1875 — Este absolvent al Liceului Național din Iași.

Are gradul de sublocotenent de infanterie. Avansează pana la gradul de maior.
- 1876 — Publica poezii in ziarul "Stindardul".
- 1880-1884 — Publica poezii in ziarul "Literatorul".
- 1881 — Alexandru Macedonski il considera o speranta.

Publica in Craiova volumul „Rime pierdute”.
- 1882 — Figurează in Loja masonica Progresul din Craiova.
- 1883 — Face parte din comitetul societății de la "Literatorul".

Publica volumul Poezii complecte.
- 1892 — Este redactor la „Revista olteană”, in care publica si poezii sau traduceri.
- 1900 — Publica volumele De-ale inimei si Roua și bruma.
- 1902 — Colaborează la „Revista literara", „Peleșul", „Curierul", „Universul", „Minerva literara ilustrata" si scoate revista „Viitorul tarei".

A tradus din Carmen Sylva, Iulia Hasdeu, Heinrich Heine, François Coppée.
- 1913 — La 17 ianuarie, la București, moare poetul Carol Scrob.

## Operă
Volume de poezii
- Rime perdute, Craiova, 1881;
- Poezii complecte, București, 1883;
- De-ale inimei, Iași, f.a.;
- Rouă și brumă, București, 1900.

Poezii
- Sub vișinul înflorit
- Valurile Dunării (vals)
- Manola
- Suferința mea!
- Să rămân numai cu tine
- Te iubesc nu mă uita